# NGC 688
NGC 688 je prečkasta spiralna galaktika u zviježđu Trokut. Pripada galaktičkom skupu Abell 262. Otkrio ju je astronom Heinrich d'Arrest, 16. rujna 1865.

## Vanjske poveznice
- SEDS: NGC 0688